# Lids kyrka
Lids kyrka är en kyrkobyggnad i Lid i Strängnäs stift. Kyrkan är församlingskyrka i Rönö församling.

## Kyrkobyggnaden

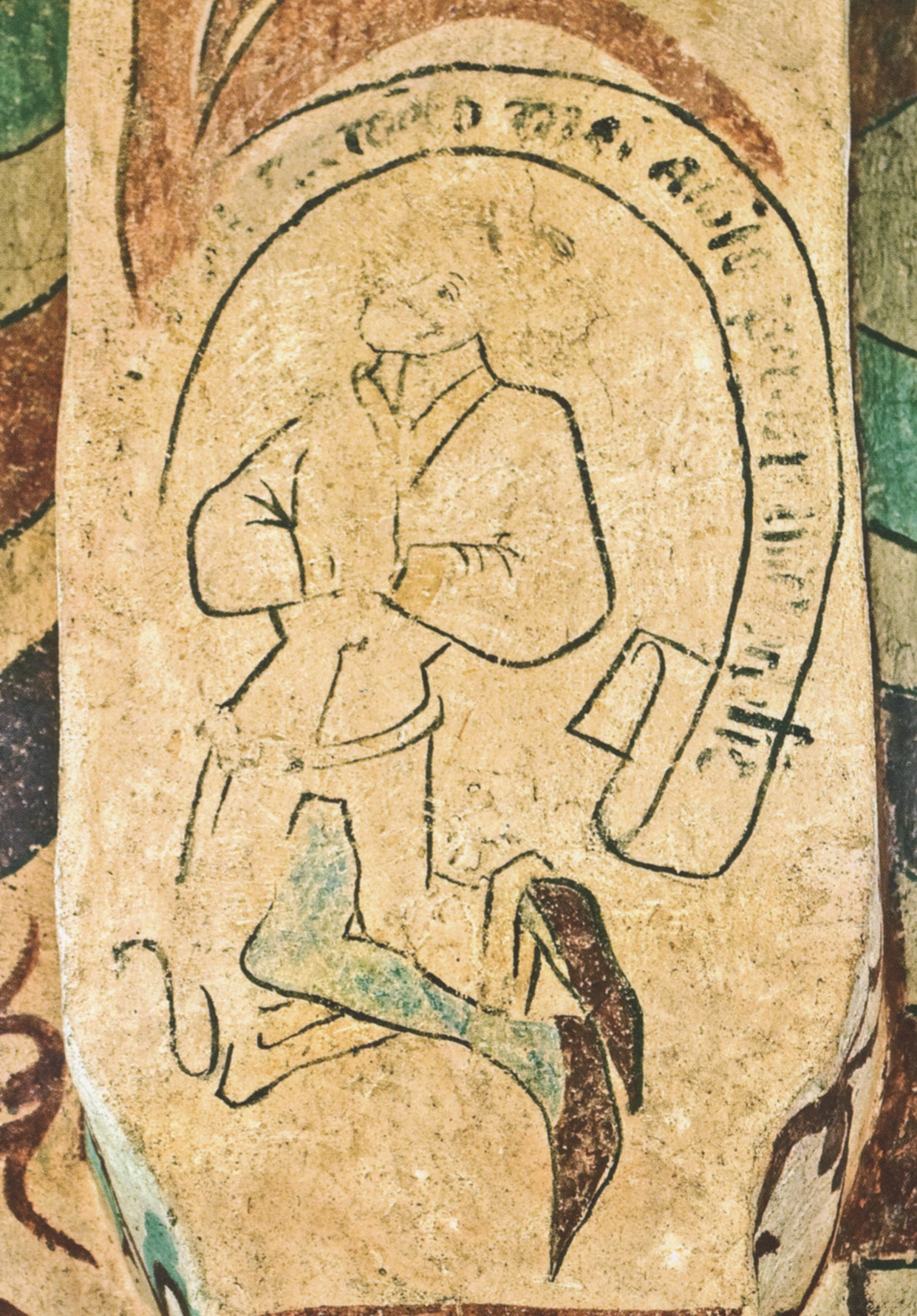
Albertus Pictors väggmålning finns på södra väggen i Lids kyrka. Målningen är ett självporträtt i helfigur och det är det enda kända signerade självporträttet. Den latinska texten säger "Minns mig, Albertus, denna kyrkas målare".

Kyrkobyggnaden är en enskeppig, medeltida kyrka som ursprungligen anlades på 1100- eller 1200-talet enligt olika artiklar. Taket och väggarna är rikligt försedda med målningar utförda av Albertus Pictor. Utsmyckningarna skall ha bekostats av riddaren Olof Johansson på Sparsta gård som bot för begångna synder. Under 1700-talet kalkades målningarna över. Väggmålningarna återupptäcktes på 1870-talet då sörmlandsforskaren Karl af Schmidt av en tillfällighet passerade kyrkan under en pågående restaurering. Han lyckades inte få till stånd ett framtagandet av dem, men passade på att dokumentera dem med teckningar. Väggmålningarna återupptäcktes på nytt 1952 under restaureringsarbeten och togs fram 1954, då de framknackades och retuscherades.

## Kyrksilver
Bland kyrksilvret märks en helt förgylld kalk, vars skaft formats som en draperad kvinnofigur. Kalken härstammar från 1600-talet men blev 1750 då den befann sig i dåligt skick reprarerad och "tillökt" av nyköpingsguldsmeden Samuel Nourin på bekostnad av Johan Joachim Flazburg på Lundby. Kyrkans andra kalk är tillverkad 1763 av nyköpingsguldsmeden Anders Ulfsberg. Gustaf von Falzburg och Christina Skyttehielm donerade 1693 en åttkantig oblatask, tillverkad av stockholmsguldsmeden Michel Pohl den äldre till Lids kyrka. Johan von Halle och hans hustru skänkte 1694 en päronformad vinkanna till kyrkan. Stämparna är ofullständiga och guldsmeden kan därför inte identifieras. Bland övrigt silver märks en skumsked från 1783 gjuten av Anders Ulfsberg i Nyköping och en brudkrona i förgyllt silver från mitten av 1800-talet, skänkt av patron Kantzow på Kappsta.

## Belysningsredskap[3]
Bland belysningredskapen märks främst en mässingskrona med mittstammen prytt av ett lejon som håller ett sköldpar i framtasssarna. Stammen avslutas med ett dubbelt lejonansikte som biter över en bygel, ljusarmarna pryds av skäggiga gubbansikten. Mässingskronan är av allt att döma tillverkad under 1500-talet, men skänktes till kyrkan först 1761 av jägmästaren Johan Gardenius. En mässingskrona i koret är skänkt till kyrkan av Helena Lagerkvist och hennes make Joel von Halle på Taxinge 1699, men är gissningsvis utifrån utseendet något äldre. Sköldarna på mittstammen pryds av initialerna DBS och IED som gissningsvis är tidigare ägare, som inte kunnat identifieras. Två likadana kronor skänktes till kyrkan 1901 av C. A. Weinberg och är stilkopior på 1600-talskronor. Två mässingslampetter i driven mässing skänktes 1706 till kyrkan av Helena Lagerkvists syster Catharina och hennes man Carl Gustaf von Siegroth på Taxinge. 

## Medeltida skulptur[4]
Kyrkan har fyra bevarade medeltida träskulpturer. Det äldsta är triumfkrucifixet från början av 1200-talet. Det är huvudsakligen utfört i 1100-talets romanska tradition med en triumferande Jesus prydd av kungakrona, men har ändå försetts med sidosår, samt blodiga händer och fötter, men fortfarande med ett ansikte av rofylld värdighet. Det är ovanligt genom att ha så mycket av sin originalfärg bevarad. Till kyrkan hör även en Mariabild, vars Jesusbarn hon en gång höll i famnen nu är borta. Även nästan all färg är borta. Bilden har daterats till omkring 1400, men kan möjligen vara något äldre. I kyrkan finns även en skulptur av den helige Erasmus stående i en kittel. Bilden härrör troligen från slutet av 1400-talet. Kyrkan har även en Mariabild, sittande på en tron med Jesusbarnet i knäet. Det mesta av färgen är borta, men tillräckliga rester finns kvar för att kunna se hur den ursprungligen varit målad. Runt hjässan sitter ett band med små hål, som visar att hon ursprungligen burit en metallkrona. Mitt i hjässan finns ett pluggat hål, som troligen rymt en relikgömma. Skulpturen härrör från 1300-talets förra hälft.

## Målningar[5]
Tre målningar finns i kyrkan. Den ena när ett porträtt av Gustaf II Adolf. Den är troligen en enklare kopia av en målning av Jacob Heinrich Elbfas som nu finns i Hölö kyrka. En sämre målning är ett drottningporträtt, som enligt traditionen skall föreställa drottning Kristina. Någon porträttlikhet finns dock inte, och dräktdetaljer från sent 1600-tal har inkorporerats. En något bättre Kristinamålning med snarlik utformning i Strängnäs läroverk antyder att traditionen kan ha rätt. Det tredje målningen är en avbildning av Nattvarden. Den är ett enkelt arbete, troligen utförd av en lokal konstnär och skänkte till kyrkan 1691 av Joel von Halle och fungerade första tiden som altartavla.

## Fast inredning
Predikstolen är tillverkad år 1625 och gjordes ursprungligen för Ripsa kyrka. År 1689 flyttades den till Lid. På kyrkogården, vid den östra bogårdsmuren, finns en utomhuspredikstol.

## Klockstapel
Utanför kyrkans sydvästra hörn står klockstapeln som restes 1749.

### Orgel
- År 1868 byggde Åkerman & Lund, Stockholm en orgel med 4 stämmor.
- Den nuvarande orgeln är byggd 1938 av Olof Hammarberg, Göteborg och är pneumatisk. Den har en fri kombination.

| Huvudverk I        | Svällverk II      | Pedal      | Koppel   |
| Principal 8´       | Kvintadena 8´     | Subbas 16´ | I/P      |
| Rörflöjt 8´        | Fugara 8´         |            | II/P     |
| Oktava 4´          | Gemshorn 4´       |            | II/I     |
| Rauschkvint 2 2/3´ | Blockflöjt 2'     |            | II 16'/I |
|                    | Crescendosvällare |            | II 4'/I' |
|                    |                   |            | II 4'/P  |

## Galleri

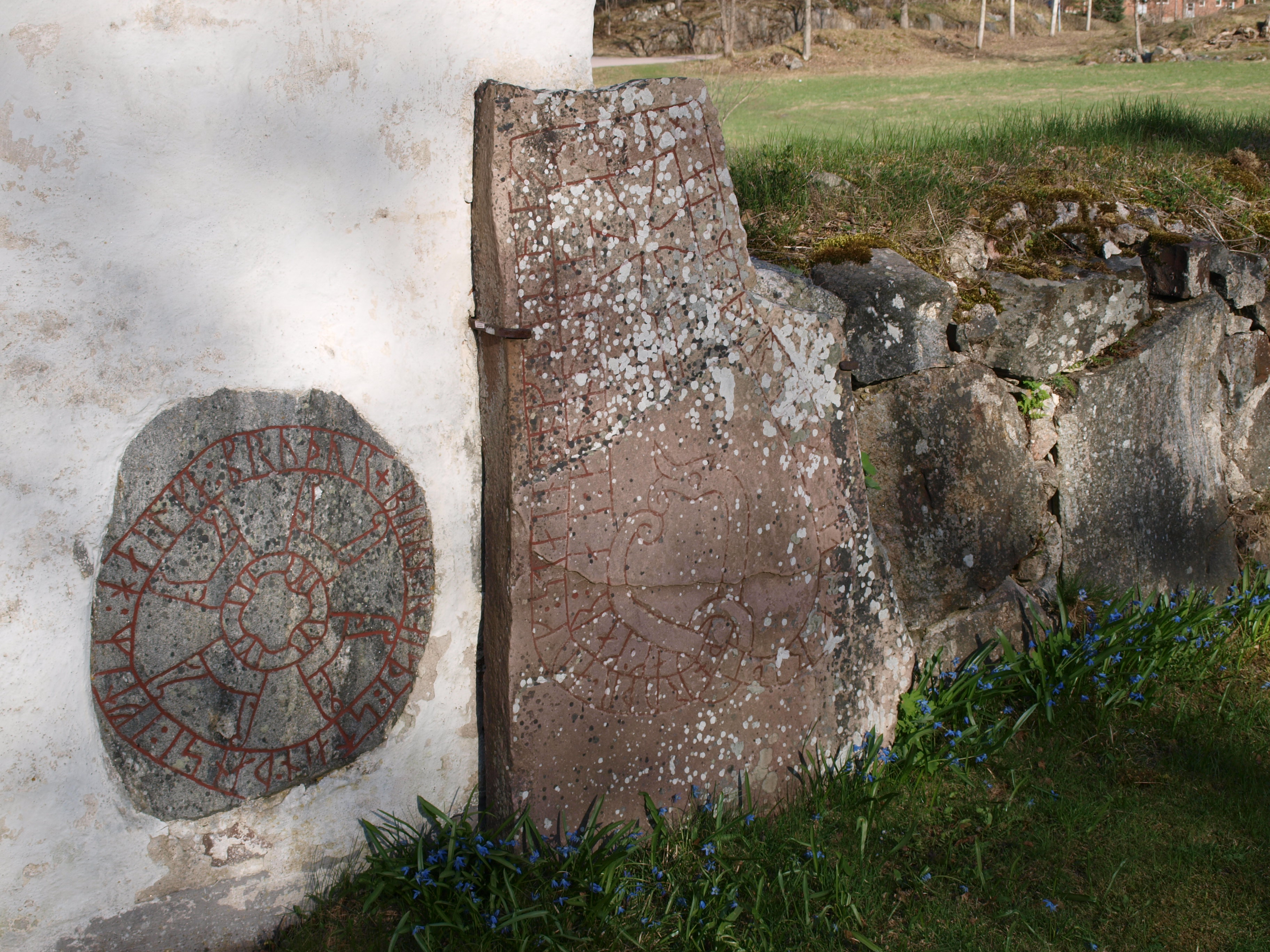
Runstenar vid Lids kyrka, Sö 128, Sö 129.
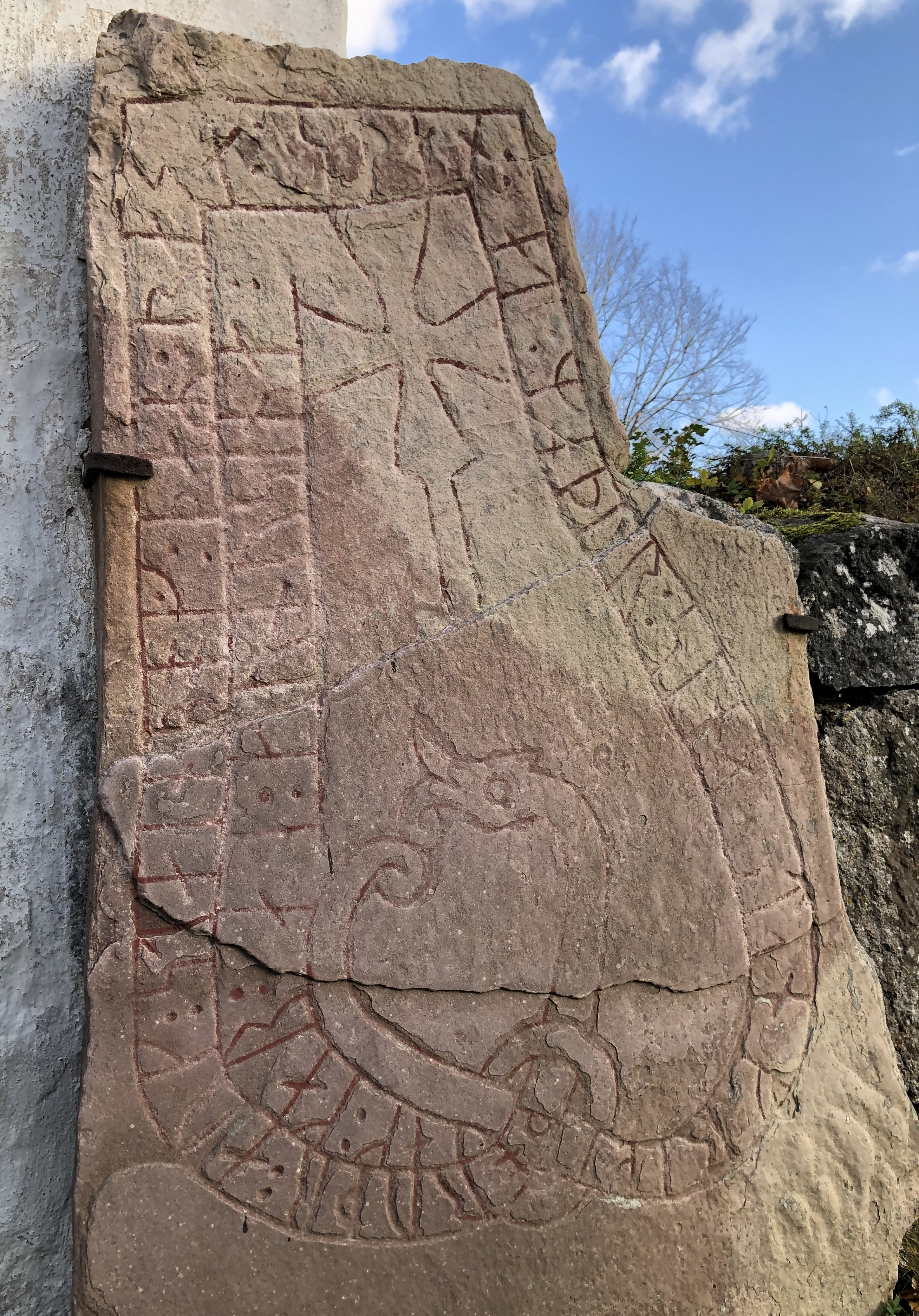
Runsten från 1000-talet vid stigluckan, 2019.
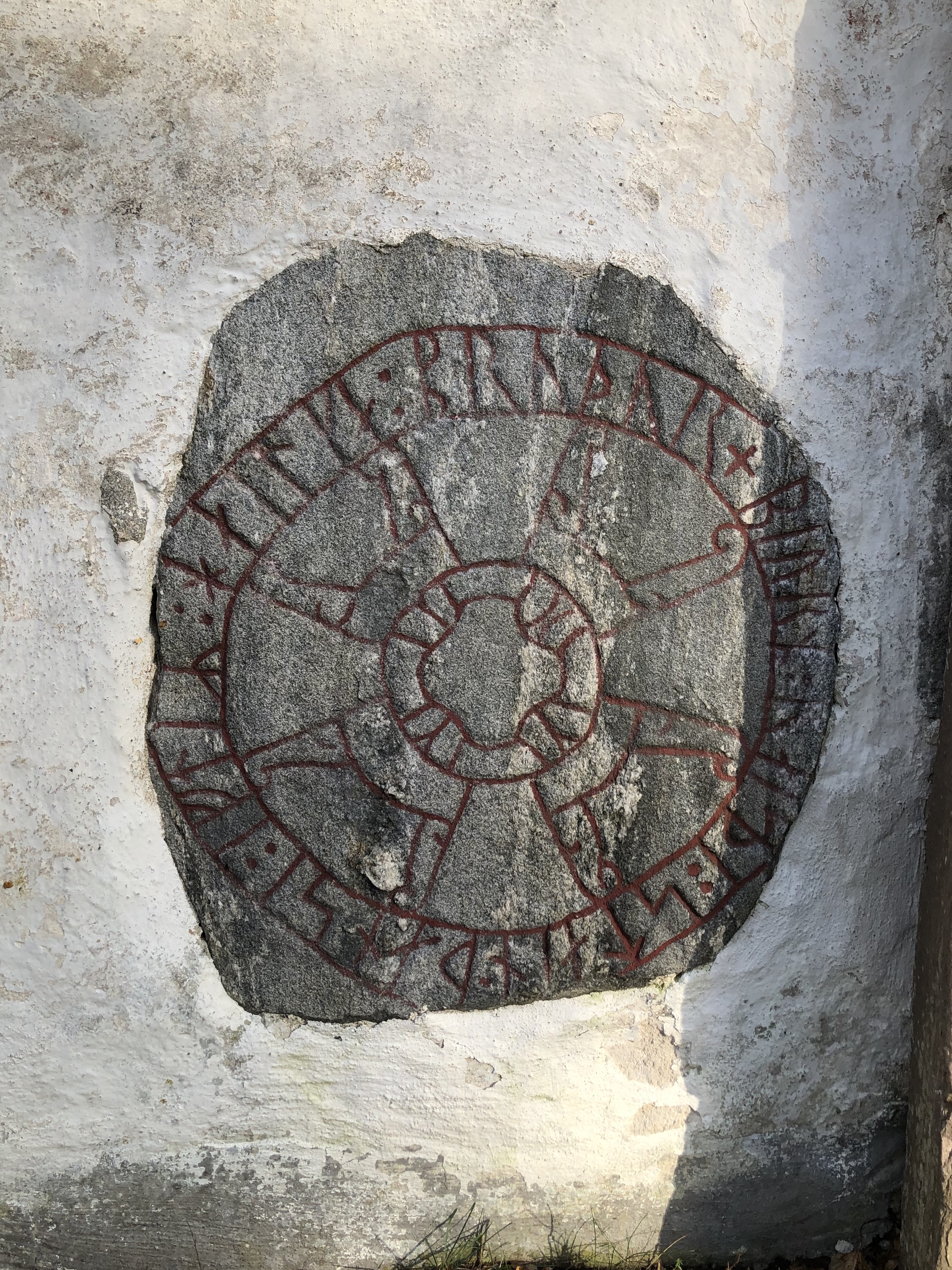
En rund runsten vid stigluckan, 2019.
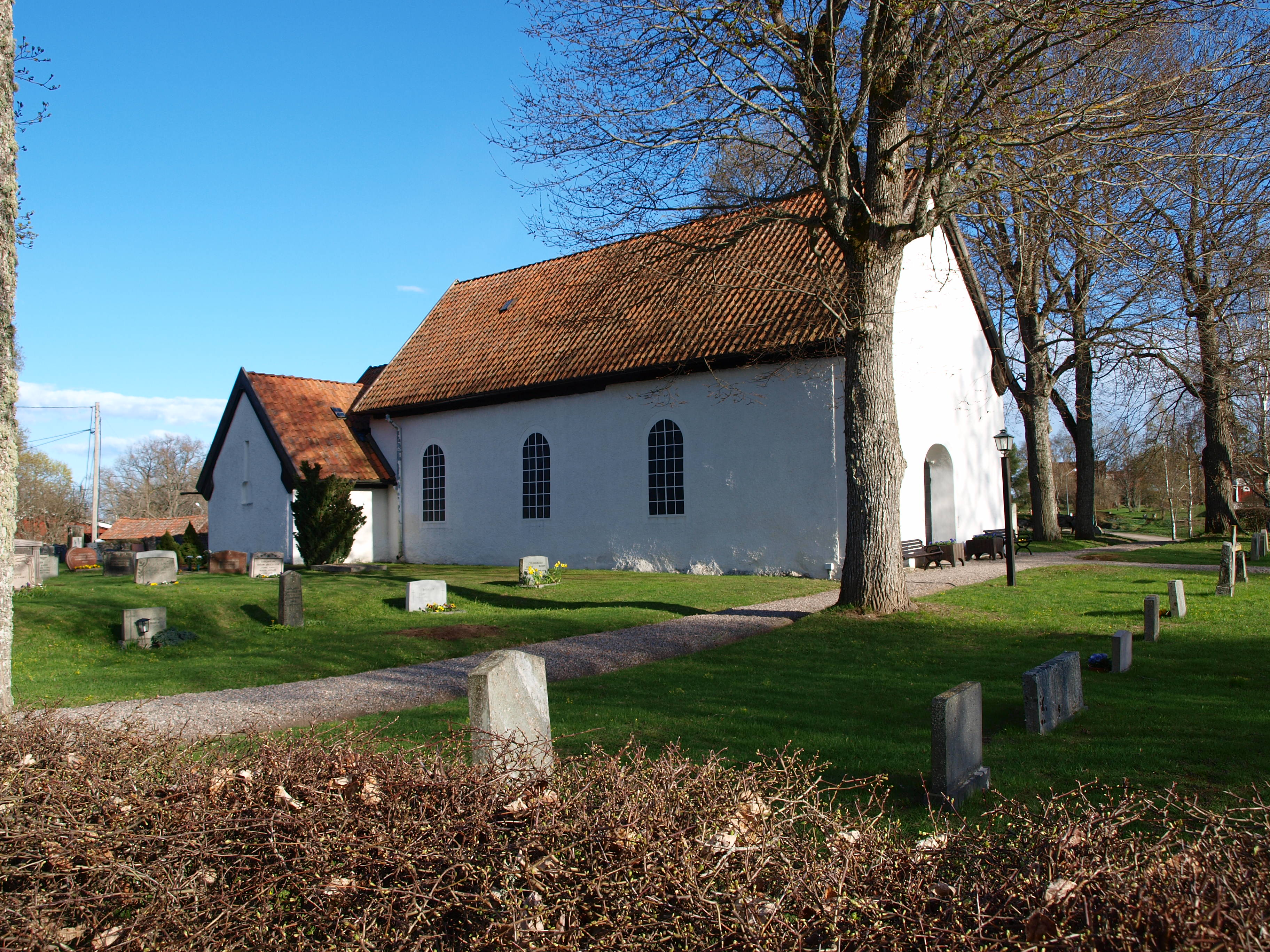
Exteriör.
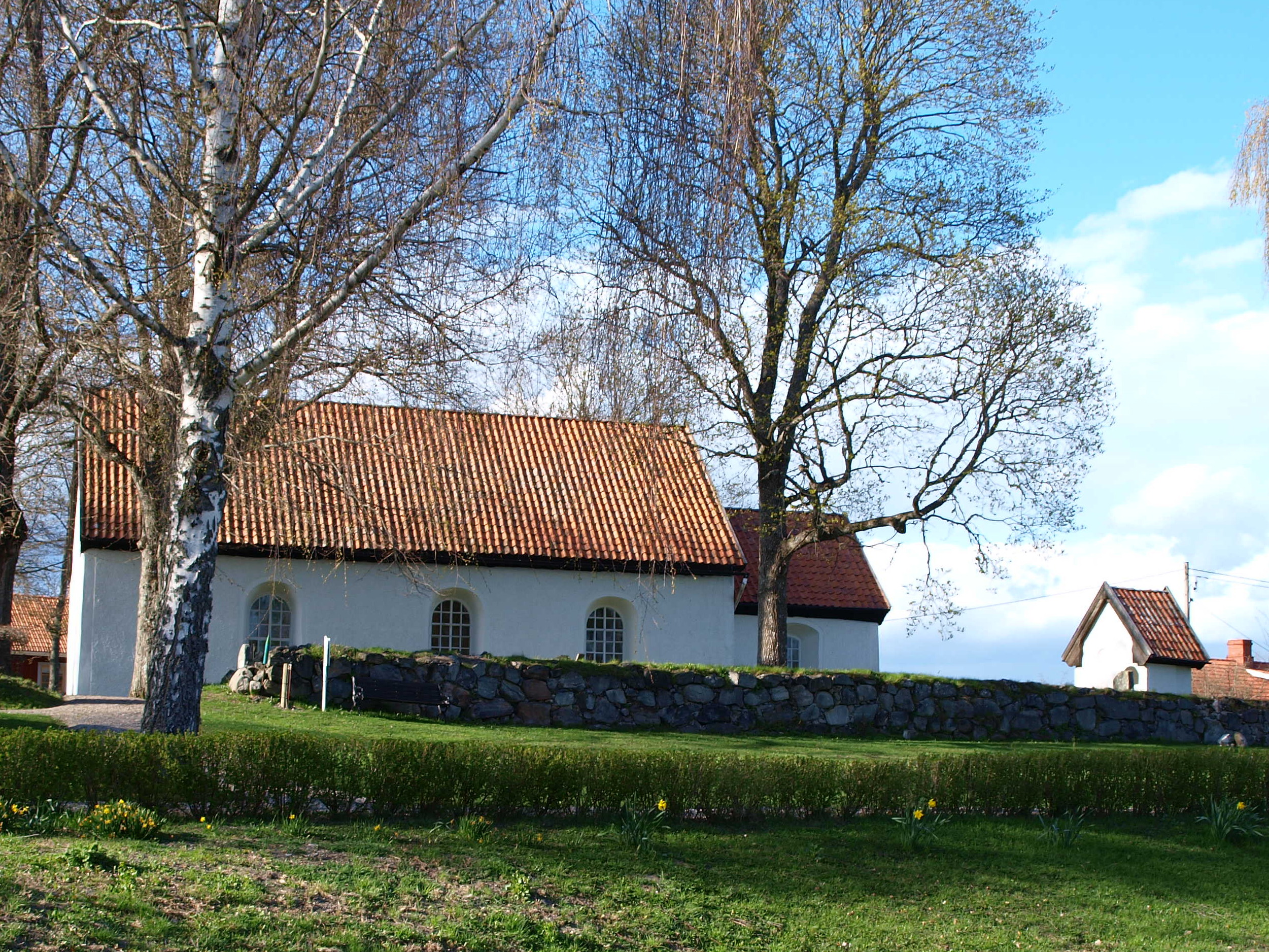
Exteriör.
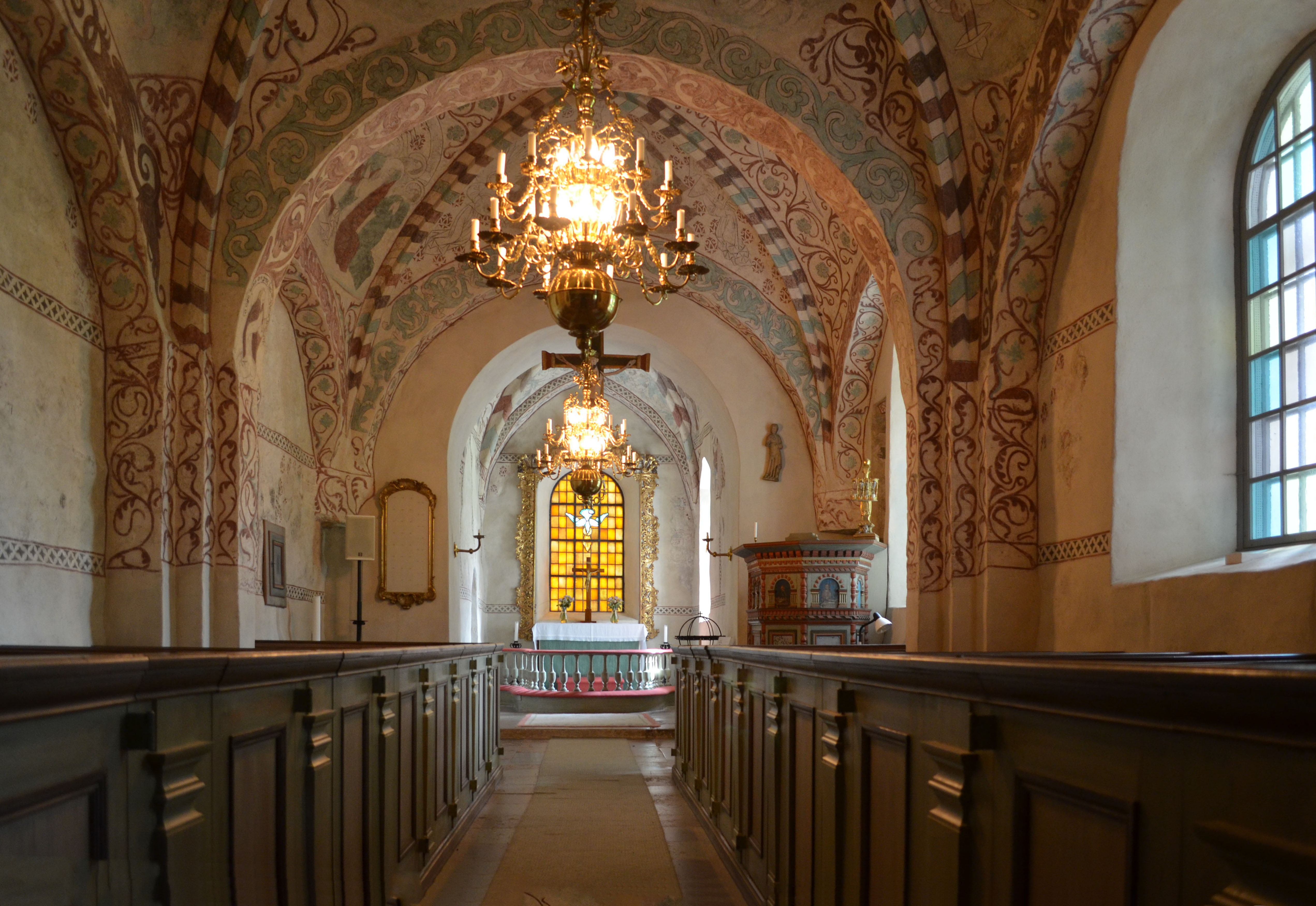
Kyrkorummet.
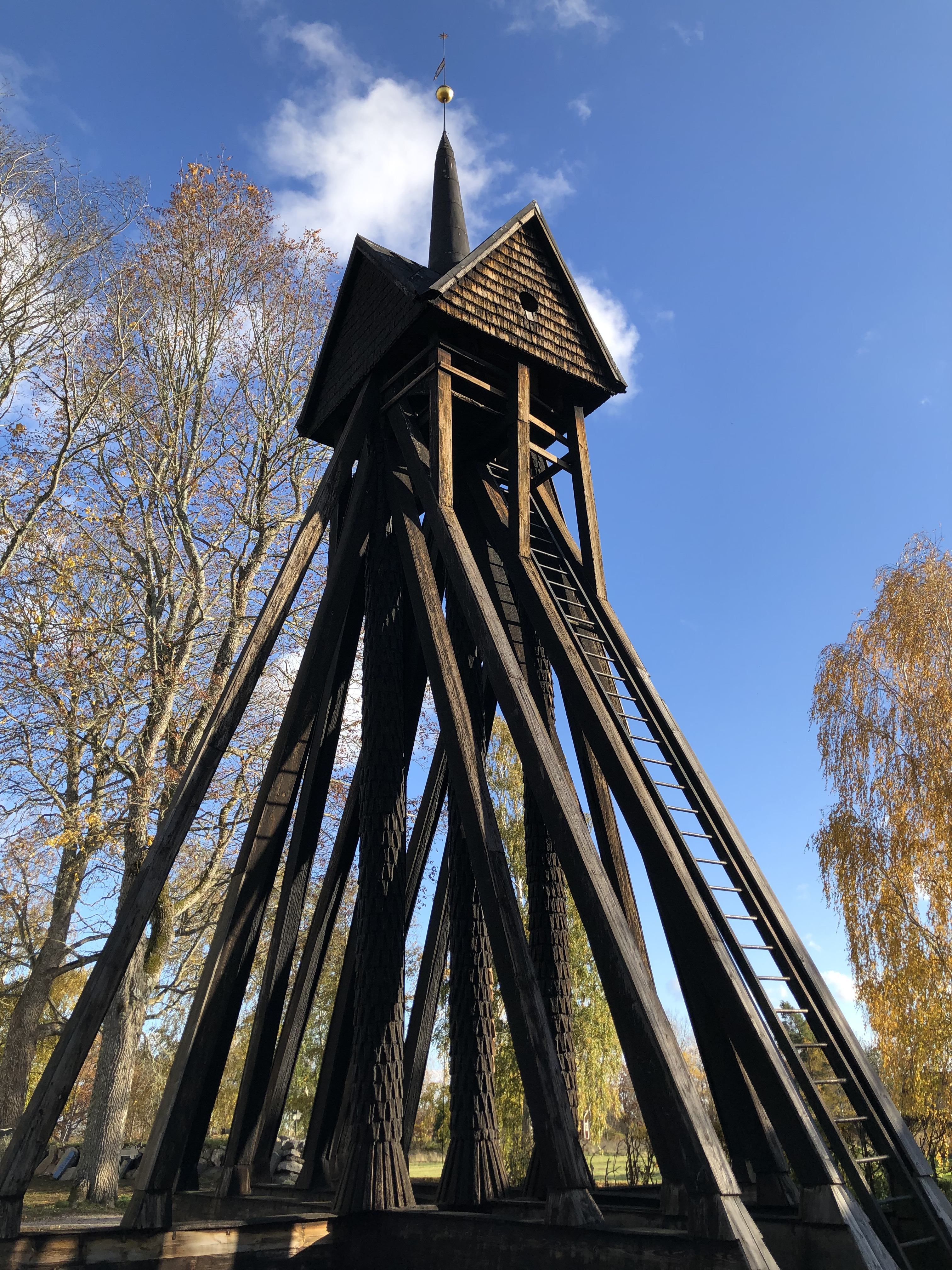
Klockstapeln utanför kyrkan, 2019.
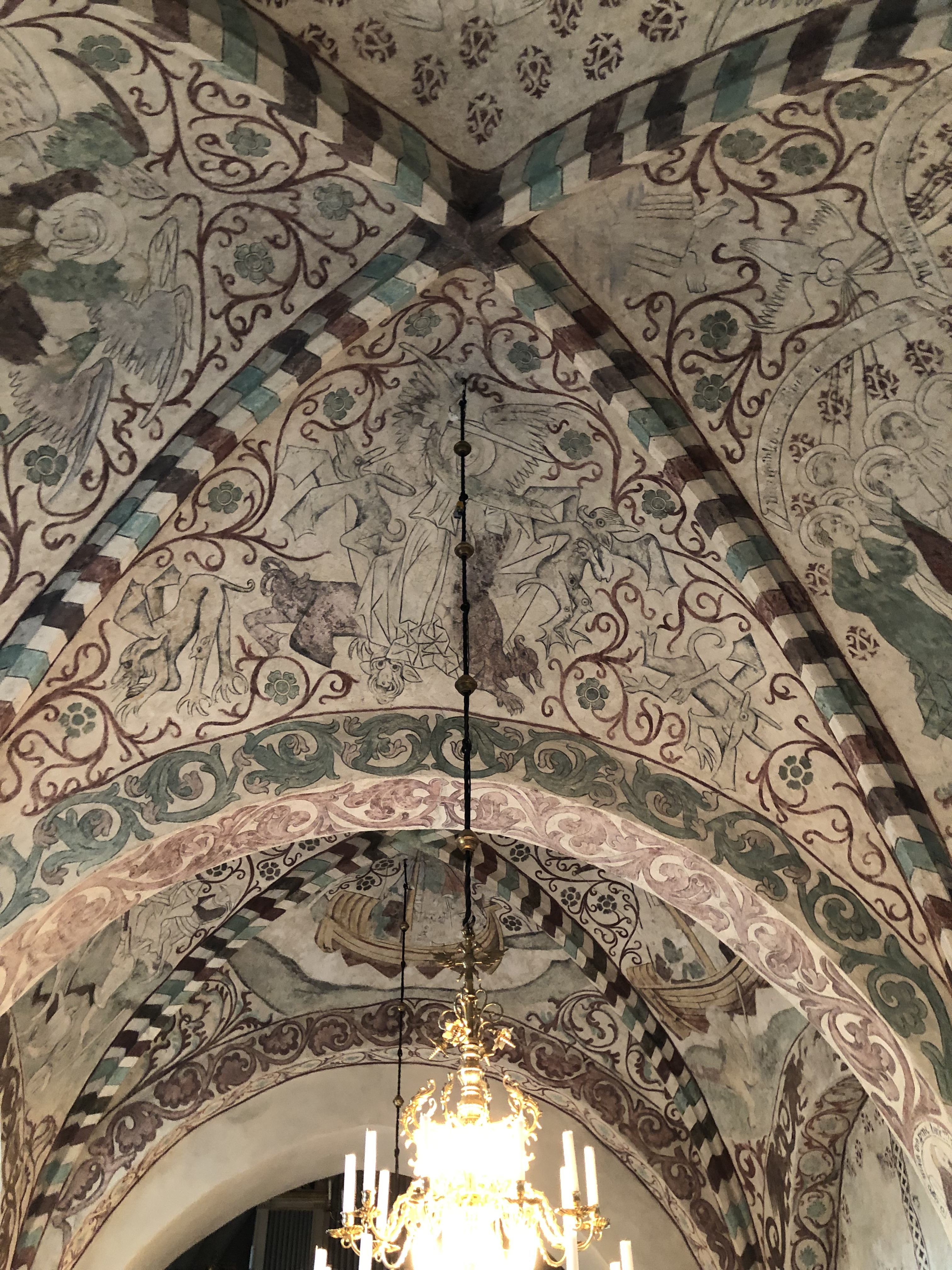
Takmålningar i kyrkan utförda av Albertus Pictor, foto från 2019.